# جوان كلود مونتين
جوان كلود مونتين (مواليد 18 سبتمبر 1955) هو ملاكم أندوري، مثّل بلاده في الألعاب الأولمبية الصيفية 1976.

## روابط خارجية
جوان كلود مونتين على موقع اللجنة الأولمبية الدولية (الإنجليزية)
- جوان كلود مونتين على موقع أوليمبيديا (الإنجليزية)